# Xã Bohnsack, Quận Traill, Bắc Dakota
Xã Bohnsack (tiếng Anh: Bohnsack Township) là một xã thuộc quận Traill, tiểu bang Bắc Dakota, Hoa Kỳ. Năm 2010, dân số của xã này là 55 người.